# Пъркинс (окръг, Южна Дакота)
Вижте пояснителната страница за други значения на Пъркинс.
Окръг Пъркинс (на английски: Perkins County) е окръг в щата Южна Дакота, Съединени американски щати. Площта му е 7487 km², а населението - 2974 души (2017). Административен център е град Байсън.